# Micrathyria hesperis
Micrathyria hesperis is een libellensoort uit de familie van de korenbouten (Libellulidae), onderorde echte libellen (Anisoptera).
De wetenschappelijke naam Micrathyria hesperis is voor het eerst geldig gepubliceerd in 1911 door Ris.